# Antonio Alonso Baños
Antonio Alonso Baños o Baño (fallecido en París el 30 de noviembre de 1987) fue un abogado y político español.
Durante los años 50 se dio a conocer como abogado antifranquista, razón por la cual tuvo que exiliarse en París en 1960. Allí trabajó como profesor de castellano en la la Sorbona, y a la vez contactó con el gobierno de la República española en el exilio y fue nombrado Ministro de Justicia en el gabinete republicano al exilio de Emilio Herrera Linares (1960-1962) y en el último gobierno de Fernando Valera Aparicio (1971-1977).
Es considerado como uno de los principales organizadores en junio de 1962 del IV Congreso del Movimiento Europeo en Múnich (conocido despectivamente por la propaganda franquista como Contubernio de Múnich), en el que se reunieron 118 políticos españoles de todas las tendencias opositoras al régimen franquista (monárquicos liberales, republicanos, demócrata-cristianos, socialistas, socialdemócratas, nacionalistas vascos y catalanes), a excepción del Partido Comunista de España. También colaboró con la prensa republicana exiliada en París y en México, así como en los diarios Le Monde y El País.